# Новогрудская хоругвь
Новогрудская хоругвь (Хоругвь Новогрудского воеводства, пол. Chorągiew nowogródzka) — геральдическое знамя шляхетского ополчения Новогрудского воеводства Великого княжества Литовского во время посполитого рушения.

## Описание
Хоругвь красного цвета с двумя косицам, с изображением на лицевой стороне герба Великого княжества Литовского — всадник в доспехах на белом коне с мечом.
Б. Кёне уточняет, что в это время щит всадника имел красный цвет.

## История
Согласно административно-территориальной реформе 1565—1566 годов воеводства стали и военными округами, которые формировали территориальное военное подразделение — часть войска, «при коей состоит хоругвь (знамя) или значок».
Для того чтобы отличать их от хоругвий Польского Королевства и ясно указывать на принадлежность воеводств к Великому княжеству Литовскому, Статутом 1566 года было установлено, что все воеводства ВКЛ на лицевой стороне хоругвий имеют великокняжеский герб «Погоню». В 1564—1566 годах все воеводства получили хоругви единого образца из государственного «скарбу». Большая хоругвь воеводства представляла собой прямоугольное полотнище «тридцати и пяти локтей» с двумя косицами.
Основной цвет хоругви был красный, хотя иногда цвет хоругви описывают как «пелистый» (полосатый), то есть состоящий из двух цветов или оттенков.
Зигмунт Глогер писал, что у воеводства было два герба — серебряная Погоня на красном щите и чёрный ангел на красном щите. Бернард О'Коннор утверждает, что Погоня была на голубом поле.
Цвета поветовых хоругвий аналогичны воеводским, с той лишь разницей, что поветовая была меньшего размера и имела только одну косицу. Сохранилась хоругвь Слонимского повета Новогрудского воеводства, где на лицевой стороне изображён всадник на светло-голубом поле. На современной реконструкции хоругви из Музея МВД Белоруссии всадник на светло-сером, почти белом фоне с голубым отливом.
Алексей Шаланда утверждает, что гербом Новогрудского воеводства был «в поле блакитном архангел Михаил у ворот рая с мечом в правой руке и расправленными крыльями, в белой одежде, лицо и руки натурального цвета». Он был на воеводской хоругви в 1507—1565/1566 годах. Чёрный ангел на красном щите — это ошибка (предположение) Бартоша Папроцкого, никогда не видевшего хоругви, но слышавшего, что гербом является ангел. Зная, что у Киевского воеводства гербом был ангел в белом одеянии на красном щите, он решил, что у Новогрудского воеводства герб не может быть таким же, и изменил цвет ангела на чёрный, заодно удалив меч. Такое описание опубликовано им в книге «Гнездо добродетели...» (пол. «Gniazdo cnoty...», 1578), и затем оно многократно повторено польскими геральдистами в своих сочинениях.
Характерной чертой было обозначение поветового или воеводского герба вместе с территориальным названием хоругви.

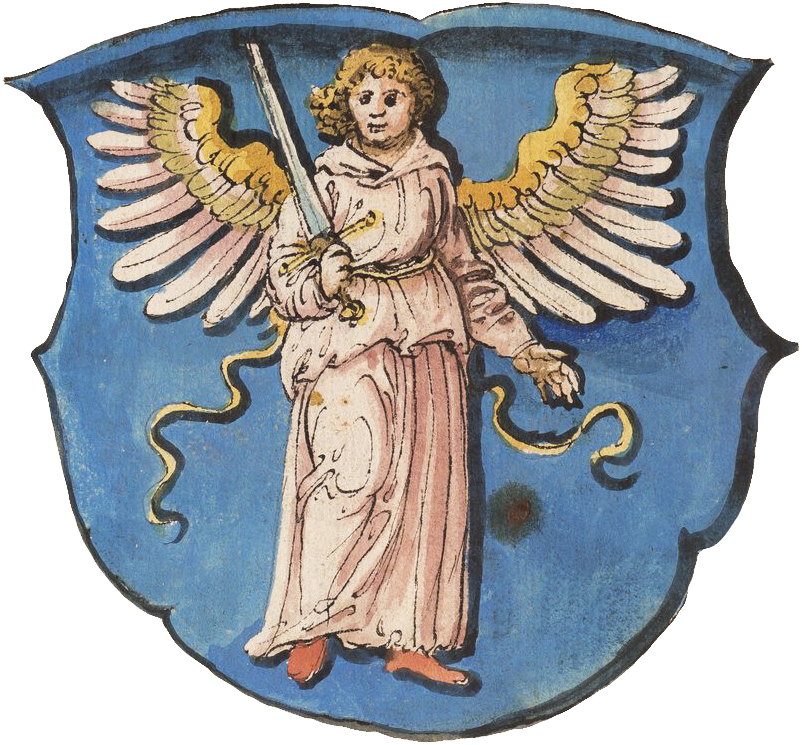
Герб воеводства из гербовника  Stemmata Polonica[пол.]. Ок. 1555 г.
«Чёрный ангел» по Б. Папроцкому, вероятно, является результатом ошибки. 1578 г.
Прорисовка герба воеводства с большой литовской печати Станислава Августа. 1764
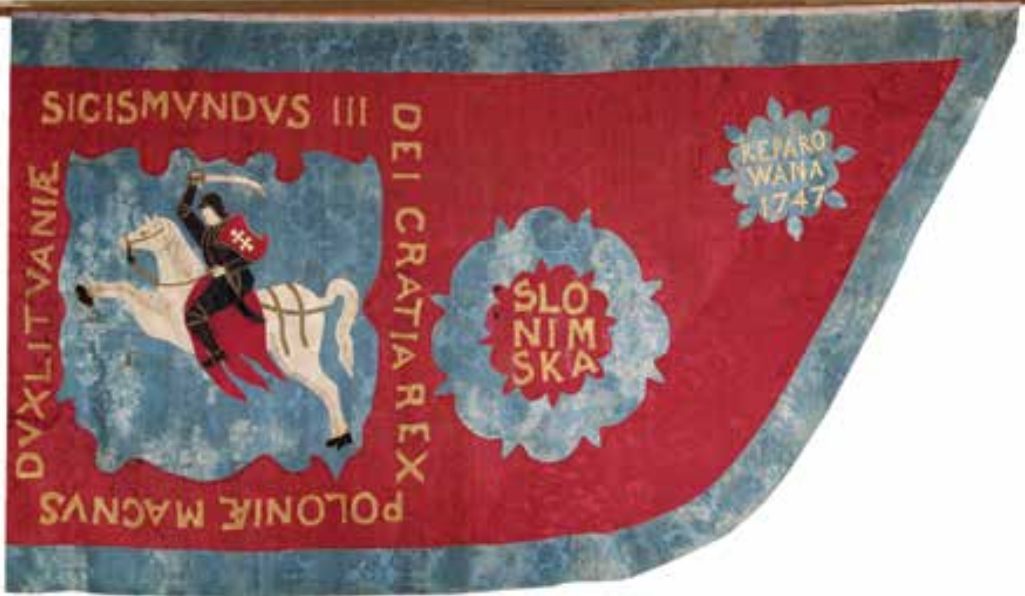
Сохранившаяся копия хоругви ополчения Слонимского повета, созданная в 1747 г.
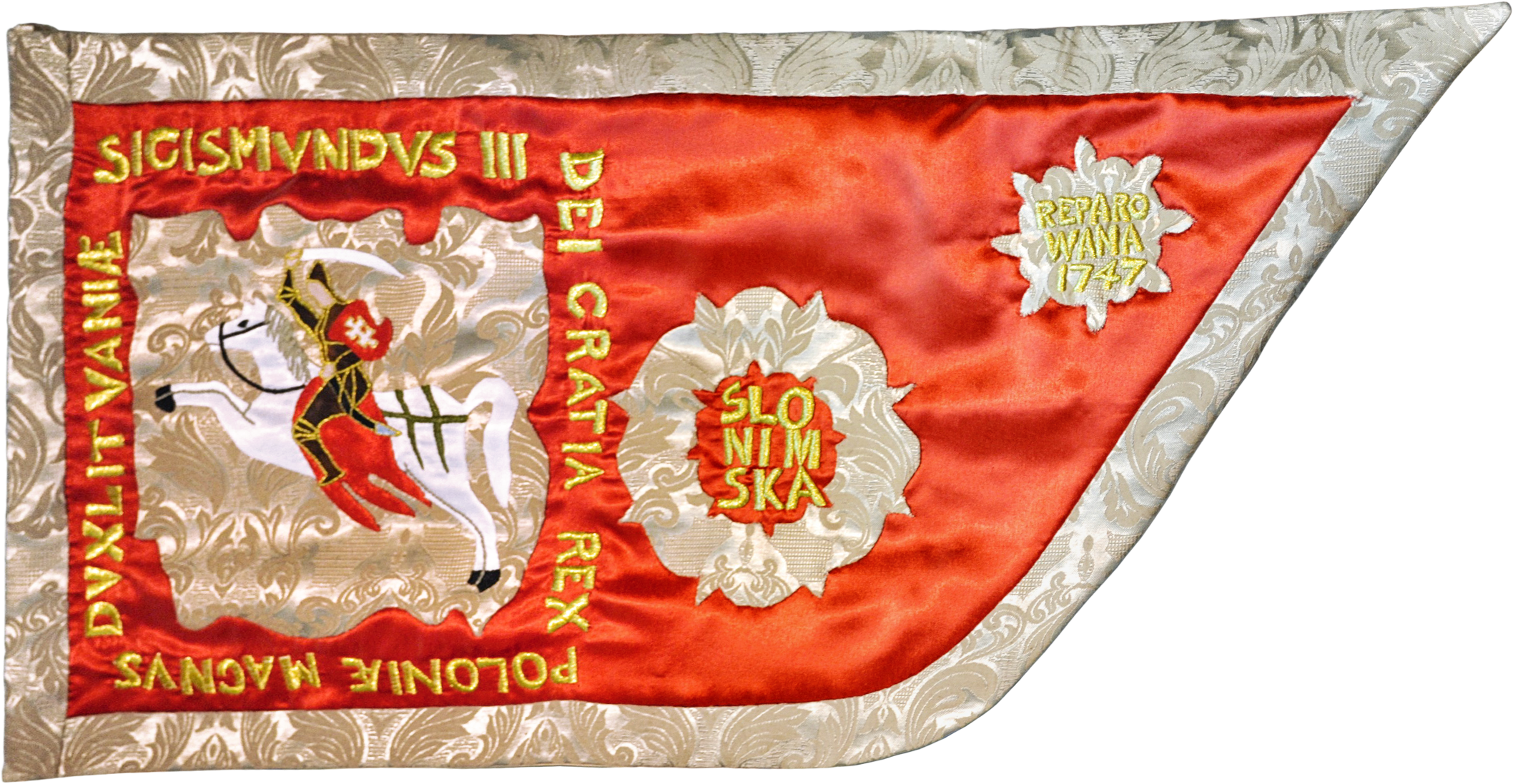
Современная реконструкция Слонимской хоругви 1747 г.
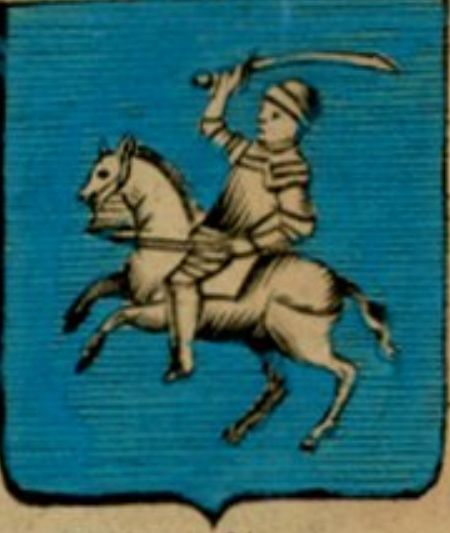
Герб воеводства с Погоней. 1712 г.
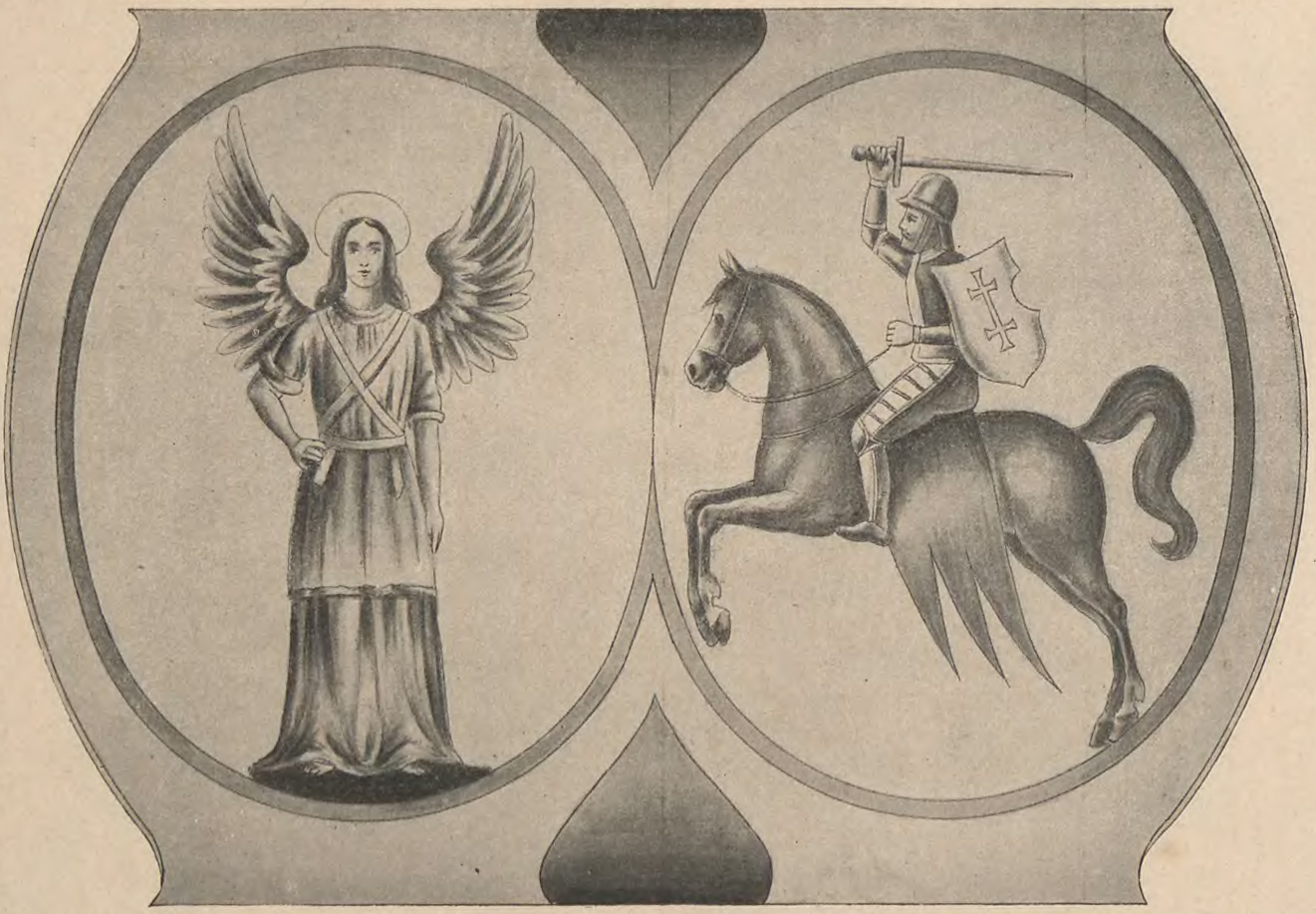
Герб Новогрудского воеводства[18]. 1900 г.
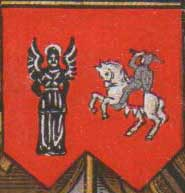
Хоругвь воеводства. С открытки 1918 г.